# Campionati del mondo di duathlon long distance del 2008
I Campionati del mondo di duathlon long distance del 2008 si sono tenuti a Geel, Belgio in data 10 agosto 2008.
La gara maschile è stata vinta dal belga Joerie Vansteelant, mentre quella femminile dalla britannica Catriona Morrison.
Per entrambi è stata la seconda vittoria consecutiva, dopo l'edizione dell'anno precedente.

## Risultati

### Élite uomini
| Pos. | Atleta                     | Paese       | Corsa    | Bici     | Corsa    | Totale   |
| ---- | -------------------------- | ----------- | -------- | -------- | -------- | -------- |
|      | Joerie Vansteelant         | Belgio      | 00:58:16 | 01:43:54 | 00:32:04 | 03:15:05 |
|      | Bart Aernouts              | Belgio      | 00:58:27 | 01:48:19 | 00:31:25 | 03:19:10 |
|      | Lino Barruncho             | Portogallo  | 00:58:24 | 01:51:43 | 00:30:14 | 03:21:28 |
| 4    | Anthony Le Duey            | Francia     | 01:00:43 | 00:00:00 | 00:30:29 | 03:22:57 |
| 5    | Justin Hurd                | Stati Uniti | 01:01:27 | 01:50:01 | 00:30:48 | 03:23:21 |
| 6    | Kris Coddens               | Belgio      | 01:01:24 | 01:51:04 | 00:30:13 | 03:23:34 |
| 7    | Pascal Schuler             | Francia     | 01:00:45 | 00:00:00 | 00:31:34 | 03:24:00 |
| 8    | Koen Maris                 | Belgio      | 01:01:27 | 01:50:04 | 00:31:55 | 03:24:30 |
| 9    | Oliver Mott                | Regno Unito | 01:01:24 | 01:51:10 | 00:31:20 | 03:24:43 |
| 10   | Wim Nieuwkerk              | Paesi Bassi | 01:01:25 | 01:50:07 | 00:32:58 | 03:25:24 |
| 11   | Dominique Duchene          | Francia     | 01:02:50 | 01:49:54 | 00:31:43 | 03:25:44 |
| 12   | Nicolas Lebrun             | Francia     | 01:01:27 | 00:00:00 | 00:35:27 | 03:27:52 |
| 13   | Sebastian Retzlaff         | Germania    | 01:03:52 | 01:48:52 | 00:34:16 | 03:28:19 |
| 14   | Matt Moorhouse             | Regno Unito | 01:01:25 | 01:53:28 | 00:32:31 | 03:28:30 |
| 15   | Simon Billeau              | Francia     | 01:04:23 | 01:48:30 | 00:35:13 | 03:29:06 |
| 16   | Sergey Yakovlev            | Russia      | 00:58:28 | 01:55:46 | 00:33:53 | 03:29:10 |
| 17   | Soren Bystrup              | Danimarca   | 01:04:02 | 01:48:52 | 00:35:16 | 03:29:12 |
| 18   | Jeroen Maetens             | Belgio      | 01:02:16 | 01:53:47 | 00:33:15 | 03:30:27 |
| 19   | Alejandro Santamaria Perez | Spagna      | 01:01:25 | 01:53:41 | 00:35:01 | 03:31:08 |
| 20   | Johan Schoors              | Belgio      | 01:03:28 | 01:53:45 | 00:33:42 | 03:32:08 |
| 21   | Dirk Strothmann            | Germania    | 01:03:41 | 01:53:35 | 00:35:34 | 03:34:05 |
| 22   | Christian Mansson          | Svezia      | 01:03:30 | 01:56:21 | 00:33:23 | 03:34:17 |
| 23   | Ben Plantinga              | Paesi Bassi | 01:05:02 | 01:53:57 | 00:34:46 | 03:35:17 |
| 24   | Fredrik Swahn              | Svezia      | 01:02:32 | 01:59:50 | 00:32:06 | 03:36:17 |
| 25   | Marc Widmer                | Svizzera    | 01:05:31 | 01:54:39 | 00:34:39 | 03:36:21 |
| 26   | Dennis Sylvain             | Belgio      | 01:05:24 | 01:54:52 | 00:37:53 | 03:39:25 |
| 27   | Bernd Weis                 | Germania    | 01:05:05 | 01:51:44 | 00:33:13 | 03:41:13 |
| 28   | Ryan Giuliano              | Stati Uniti | 01:01:24 | 02:01:27 | 00:39:13 | 03:43:18 |
| 29   | Alex Lamberix              | Paesi Bassi | 01:06:41 | 01:56:53 | 00:38:32 | 03:43:41 |
| 30   | Brian Jenkins              | Irlanda     | 01:07:12 | 02:00:36 | 00:37:08 | 03:46:18 |
| 31   | Erik Wickstrom             | Svezia      | 01:05:45 | 02:02:23 | 00:37:55 | 03:47:29 |
| 32   | James Duff                 | Stati Uniti | 01:04:20 | 02:07:08 | 00:39:43 | 03:53:30 |

### Élite donne
| Pos. | Atleta                | Paese         | Corsa    | Bici     | Corsa    | Totale   |
| ---- | --------------------- | ------------- | -------- | -------- | -------- | -------- |
|      | Catriona Morrison     | Regno Unito   | 01:07:26 | 02:01:10 | 00:34:27 | 03:44:23 |
|      | Mariska Kramer-Postma | Paesi Bassi   | 01:07:27 | 02:01:01 | 00:37:12 | 03:46:46 |
|      | Urlike Shwalbe        | Germania      | 01:09:52 | 02:01:51 | 00:35:32 | 03:48:21 |
| 4    | Heleen Bij De Vaate   | Paesi Bassi   | 01:11:02 | 02:00:37 | 00:36:43 | 03:49:35 |
| 5    | Michelle Lee          | Regno Unito   | 01:06:30 | 02:05:02 | 00:38:43 | 03:51:29 |
| 6    | Cheryl Murphy         | Canada        | 01:06:27 | 02:07:48 | 00:36:18 | 03:51:53 |
| 7    | Miek Vyncke           | Belgio        | 01:13:24 | 02:01:54 | 00:36:49 | 03:53:14 |
| 8    | Ana Casares           | Spagna        | 01:08:42 | 02:10:08 | 00:35:35 | 03:55:50 |
| 9    | Susanne Svendsen      | Danimarca     | 01:10:19 | 02:07:49 | 00:37:29 | 03:56:40 |
| 10   | Isabelle Ferrer       | Francia       | 01:10:20 | 02:08:45 | 00:37:17 | 03:57:25 |
| 11   | Anja Buysse           | Belgio        | 01:11:07 | 02:07:02 | 00:38:59 | 03:58:26 |
| 12   | Veerle D´Haese        | Belgio        | 01:10:57 | 02:09:37 | 00:37:17 | 03:59:12 |
| 13   | Victoria Beck         | Nuova Zelanda | 01:10:44 | 02:13:32 | 00:35:37 | 04:01:01 |
| 14   | Helena Herrero        | Spagna        | 01:10:21 | 02:14:03 | 00:36:12 | 04:01:53 |
| 15   | Kathryn Kasischke     | Stati Uniti   | 01:14:32 | 02:18:17 | 00:39:32 | 04:13:38 |